# Поточани (Зворник)
Поточани су насељено мјесто у општини Зворник, Република Српска, БиХ. Према попису становништва из 1991. у насељу је живјело 344 становника.

## Становништво
| Демографија | Демографија | Демографија |
| Година      | Становника  | Становника  |
| ----------- | ----------- | ----------- |
| 1948.       | 192         |             |
| 1953.       | 187         |             |
| 1961.       | 223         |             |
| 1971.       | 276         |             |
| 1981.       | 286         |             |
| 1991.       | 342         |             |